# Bannière rouge à bordure
La bannière rouge à bordure (chinois simplifié : 镶红旗 ; chinois traditionnel : 鑲紅旗 ; pinyin : xiāng hóng qí, par opposition à la bannière rouge (ou bannière rouge régulière) est une des huit bannières divisant les troupes militaires sous la dynastie Qing. Elle se termine en 1911, lors de la révolution Xinhai qui fait tomber la Chine impériale et voit débuter la République de Chine (1912-1949).

## Principales divisions
Elle comprend :
- Bannière mandchoue rouge à bordure
- Bannière han rouge à bordure
- Bannière mongole rouge à bordure
- Bannière auxiliaire rouge à bordure